# Dirachmaceae
Dirachmaceae é uma família monotípica de plantas com flor pertencente à ordem Rosales, cujo único género é Dirachma. O grupo contém apenas duas espécies, nativas da Somália e da ilha de Socotra, no Oceano Índico.

## Descrição
O género Dirachma era considerado um táxon monotípico até que em 1991 foi descoberto uma segunda espécie, Dirachma somalensis, na Somália. As duas espécies do género são arbustos a pequenas árvores com folhas fortemente dentadas, formando verticilos em brotos curtos e retorcidos. As flores são pequenas e de coloração esbranquiçada, isoladas no ápice dos brotos.
A flores apresentam simetria radial e são hermafroditas. O cálice consiste em 4-8 sépalas. Os estiletes   são de 5 a 8, soldados na base. A corola é constituída por 5 a 8 pétalas livres, tendo base das pétalas nectários. O ovário é súpero, composto de 5-8 carpelos interligados, profundamente dividido num número variável de lóculos, cada um com um único óvulo. O fruto é uma cápsula dividida em compartimentos, densamente tricomatosa por dentro.

## Filogenia e taxonomia
O género Dirachma foi descrito por Georg August Schweinfurth ex Isaac Bayley Balfour e publicado em Proceedings of the Royal Society of Edinburgh 12: 403. 1884, tendo como espécie tipo Dirachma socotrana.
Em consequência dos resultados obtidos em estudos de filogenética, a ordem Rosales está dividida em três clados, aos quais não foi atribuído nível taxonómico. No agrupamento, o clado basal consiste da família Rosaceae, com outro clado agrupando 4 famílias, incluindo Elaeagnaceae, e o terceiro clado agrupando as 4 famílias que antes eram consideradas parte da ordem Urticales. Essa configuração corresponde à seguinte árvore filogenética  assente na análise cladística de sequências de DNA, na qual é patente a posição das Dirachmaceae:
|  | Elaeagnaceae                                                 |
|  |                                                              |
|  | \| \| Barbeyaceae \| \| \| \| \| \| Dirachmaceae \| \| \| \| |
|  |                                                              |
|  | Barbeyaceae                                                  |
|  |                                                              |
|  | Dirachmaceae                                                 |
|  |                                                              |

|  | Barbeyaceae  |
|  |              |
|  | Dirachmaceae |
|  |              |

|  | Elaeagnaceae                                                 |
|  |                                                              |
|  | \| \| Barbeyaceae \| \| \| \| \| \| Dirachmaceae \| \| \| \| |
|  |                                                              |
|  | Barbeyaceae                                                  |
|  |                                                              |
|  | Dirachmaceae                                                 |
|  |                                                              |

|  | Barbeyaceae  |
|  |              |
|  | Dirachmaceae |
|  |              |

|  | Cannabaceae                                             |
|  |                                                         |
|  | \| \| Moraceae \| \| \| \| \| \| Urticaceae \| \| \| \| |
|  |                                                         |
|  | Moraceae                                                |
|  |                                                         |
|  | Urticaceae                                              |
|  |                                                         |

|  | Moraceae   |
|  |            |
|  | Urticaceae |
|  |            |

|  | Cannabaceae                                             |
|  |                                                         |
|  | \| \| Moraceae \| \| \| \| \| \| Urticaceae \| \| \| \| |
|  |                                                         |
|  | Moraceae                                                |
|  |                                                         |
|  | Urticaceae                                              |
|  |                                                         |

|  | Moraceae   |
|  |            |
|  | Urticaceae |
|  |            |

|  | Elaeagnaceae                                                 |
|  |                                                              |
|  | \| \| Barbeyaceae \| \| \| \| \| \| Dirachmaceae \| \| \| \| |
|  |                                                              |
|  | Barbeyaceae                                                  |
|  |                                                              |
|  | Dirachmaceae                                                 |
|  |                                                              |

|  | Barbeyaceae  |
|  |              |
|  | Dirachmaceae |
|  |              |

|  | Elaeagnaceae                                                 |
|  |                                                              |
|  | \| \| Barbeyaceae \| \| \| \| \| \| Dirachmaceae \| \| \| \| |
|  |                                                              |
|  | Barbeyaceae                                                  |
|  |                                                              |
|  | Dirachmaceae                                                 |
|  |                                                              |

|  | Barbeyaceae  |
|  |              |
|  | Dirachmaceae |
|  |              |

|  | Cannabaceae                                             |
|  |                                                         |
|  | \| \| Moraceae \| \| \| \| \| \| Urticaceae \| \| \| \| |
|  |                                                         |
|  | Moraceae                                                |
|  |                                                         |
|  | Urticaceae                                              |
|  |                                                         |

|  | Moraceae   |
|  |            |
|  | Urticaceae |
|  |            |

|  | Cannabaceae                                             |
|  |                                                         |
|  | \| \| Moraceae \| \| \| \| \| \| Urticaceae \| \| \| \| |
|  |                                                         |
|  | Moraceae                                                |
|  |                                                         |
|  | Urticaceae                                              |
|  |                                                         |

|  | Moraceae   |
|  |            |
|  | Urticaceae |
|  |            |

|  | Elaeagnaceae                                                 |
|  |                                                              |
|  | \| \| Barbeyaceae \| \| \| \| \| \| Dirachmaceae \| \| \| \| |
|  |                                                              |
|  | Barbeyaceae                                                  |
|  |                                                              |
|  | Dirachmaceae                                                 |
|  |                                                              |

|  | Barbeyaceae  |
|  |              |
|  | Dirachmaceae |
|  |              |

|  | Elaeagnaceae                                                 |
|  |                                                              |
|  | \| \| Barbeyaceae \| \| \| \| \| \| Dirachmaceae \| \| \| \| |
|  |                                                              |
|  | Barbeyaceae                                                  |
|  |                                                              |
|  | Dirachmaceae                                                 |
|  |                                                              |

|  | Barbeyaceae  |
|  |              |
|  | Dirachmaceae |
|  |              |

|  | Cannabaceae                                             |
|  |                                                         |
|  | \| \| Moraceae \| \| \| \| \| \| Urticaceae \| \| \| \| |
|  |                                                         |
|  | Moraceae                                                |
|  |                                                         |
|  | Urticaceae                                              |
|  |                                                         |

|  | Moraceae   |
|  |            |
|  | Urticaceae |
|  |            |

|  | Cannabaceae                                             |
|  |                                                         |
|  | \| \| Moraceae \| \| \| \| \| \| Urticaceae \| \| \| \| |
|  |                                                         |
|  | Moraceae                                                |
|  |                                                         |
|  | Urticaceae                                              |
|  |                                                         |

|  | Moraceae   |
|  |            |
|  | Urticaceae |
|  |            |

|  | Elaeagnaceae                                                 |
|  |                                                              |
|  | \| \| Barbeyaceae \| \| \| \| \| \| Dirachmaceae \| \| \| \| |
|  |                                                              |
|  | Barbeyaceae                                                  |
|  |                                                              |
|  | Dirachmaceae                                                 |
|  |                                                              |

|  | Barbeyaceae  |
|  |              |
|  | Dirachmaceae |
|  |              |

|  | Elaeagnaceae                                                 |
|  |                                                              |
|  | \| \| Barbeyaceae \| \| \| \| \| \| Dirachmaceae \| \| \| \| |
|  |                                                              |
|  | Barbeyaceae                                                  |
|  |                                                              |
|  | Dirachmaceae                                                 |
|  |                                                              |

|  | Barbeyaceae  |
|  |              |
|  | Dirachmaceae |
|  |              |

|  | Cannabaceae                                             |
|  |                                                         |
|  | \| \| Moraceae \| \| \| \| \| \| Urticaceae \| \| \| \| |
|  |                                                         |
|  | Moraceae                                                |
|  |                                                         |
|  | Urticaceae                                              |
|  |                                                         |

|  | Moraceae   |
|  |            |
|  | Urticaceae |
|  |            |

|  | Cannabaceae                                             |
|  |                                                         |
|  | \| \| Moraceae \| \| \| \| \| \| Urticaceae \| \| \| \| |
|  |                                                         |
|  | Moraceae                                                |
|  |                                                         |
|  | Urticaceae                                              |
|  |                                                         |

|  | Moraceae   |
|  |            |
|  | Urticaceae |
|  |            |